# Wartberggaststätte (Heilbronn)

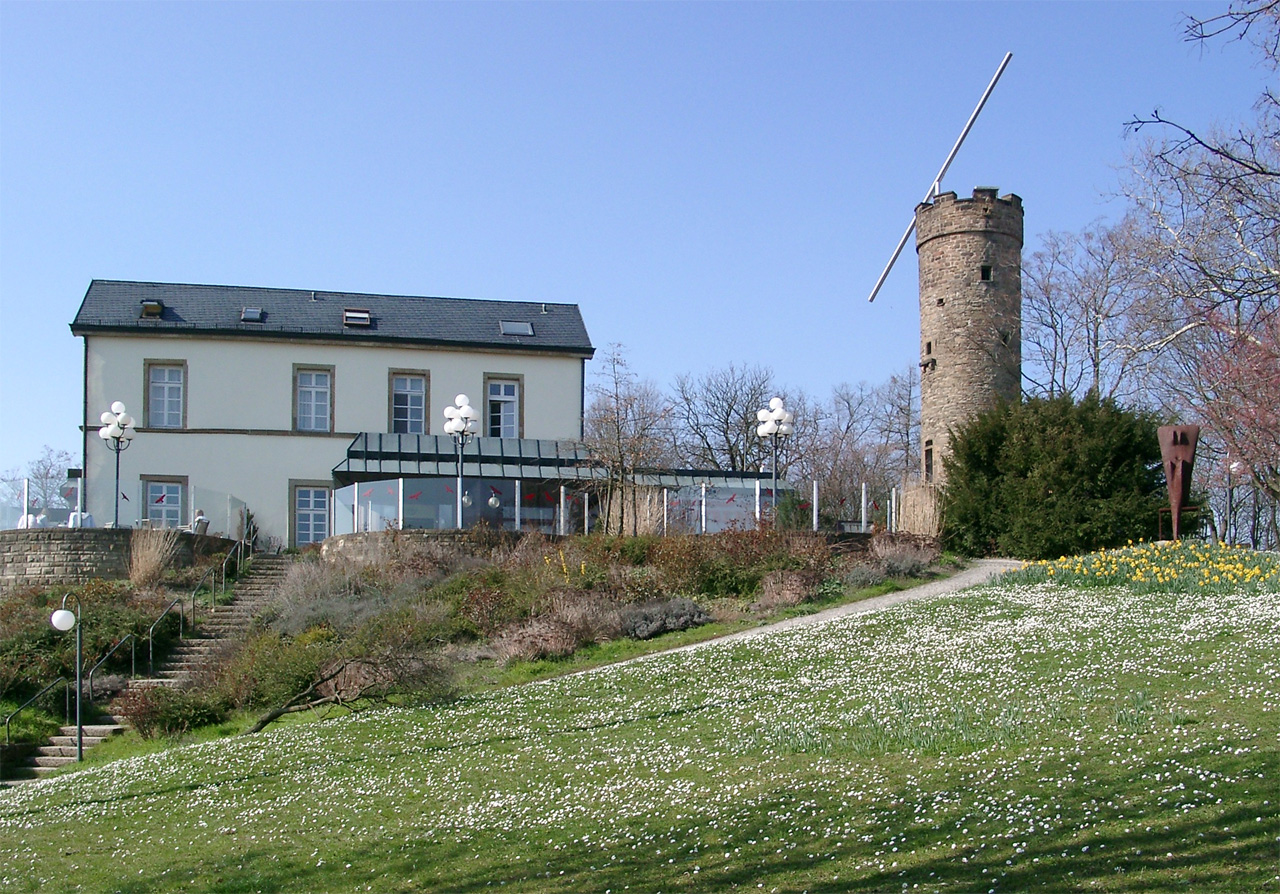
Wartberggaststätte und Wartbergturm (mit Lichtskulptur)

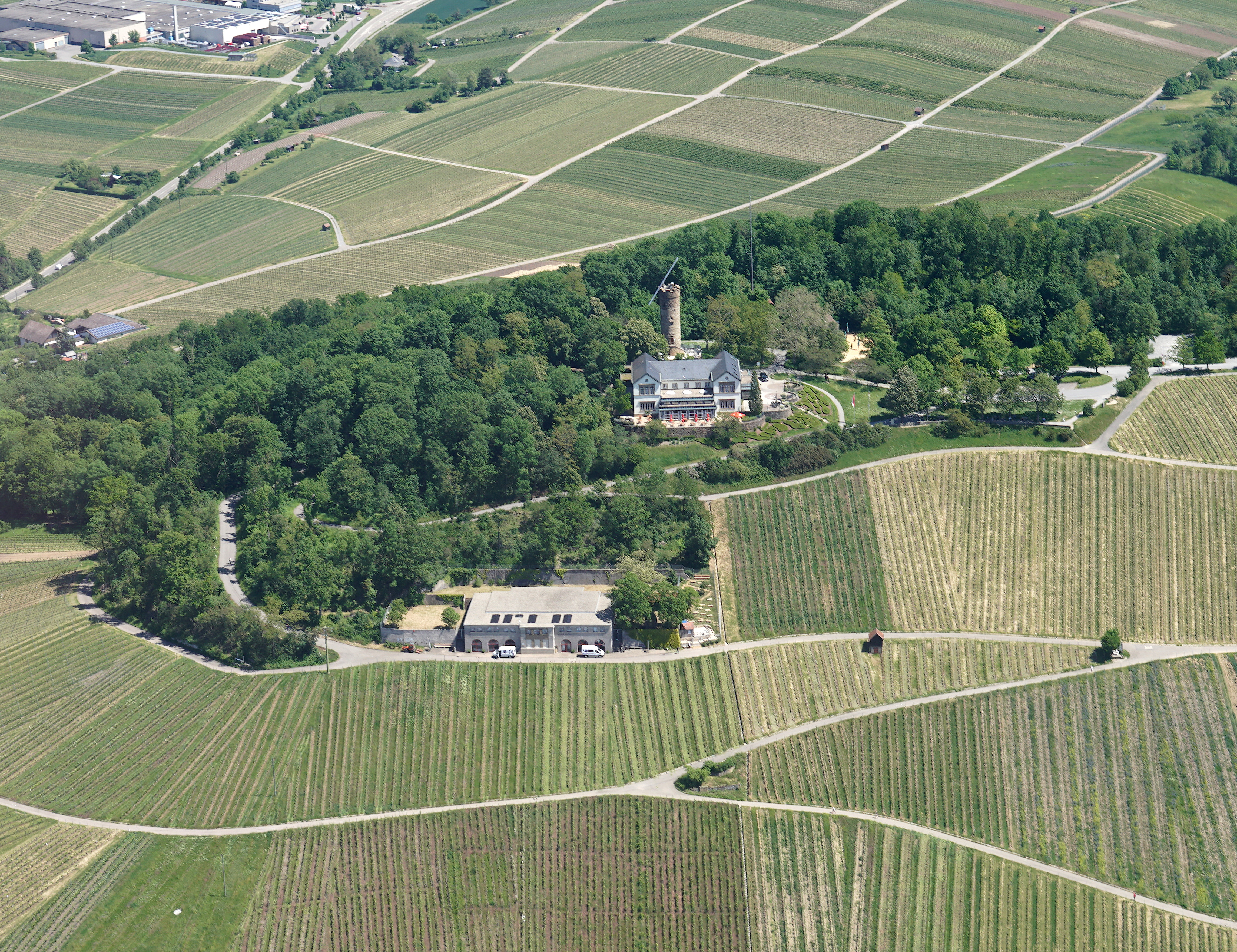
Der Wartberg bei Heilbronn mit Gaststätte und Turm

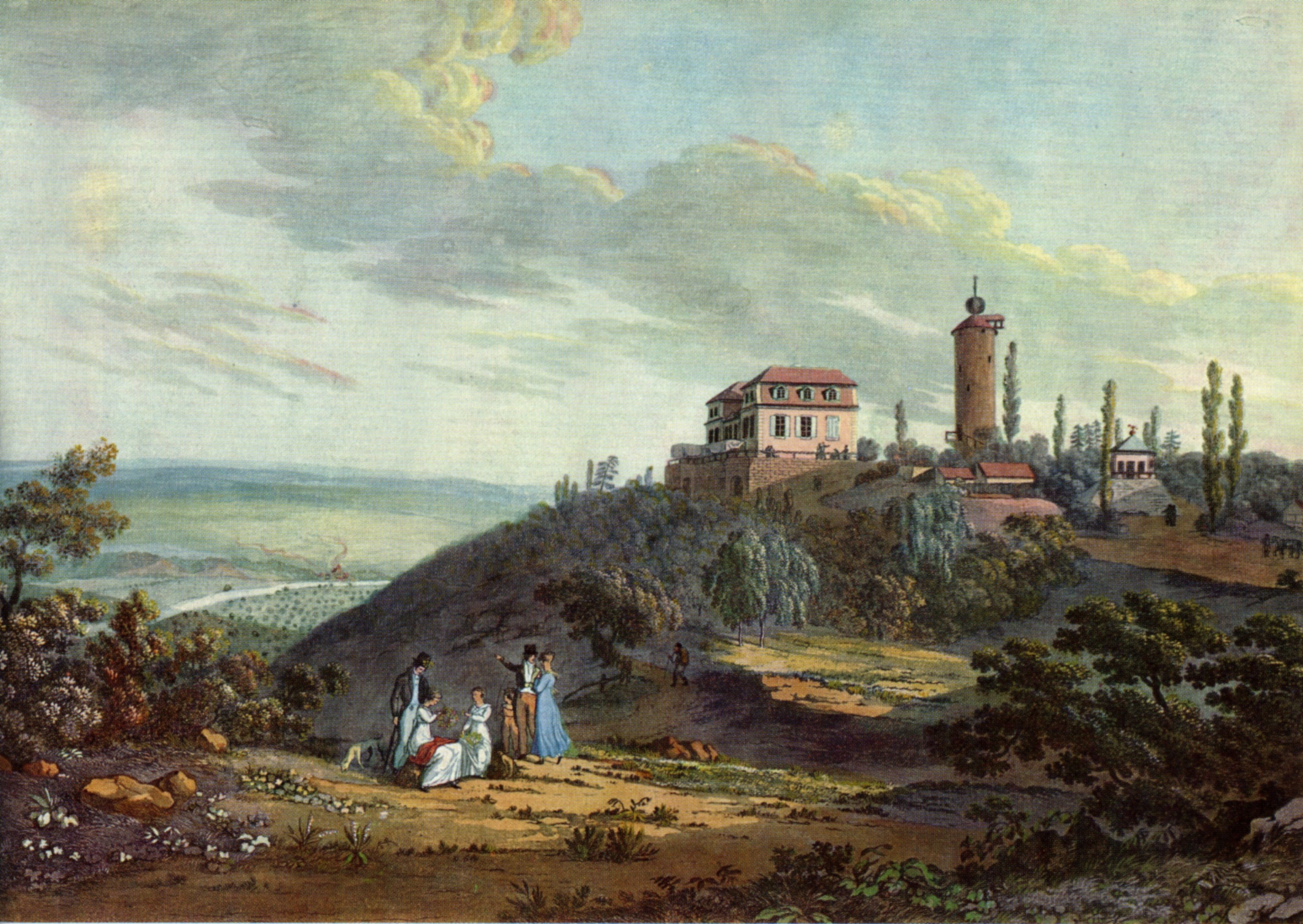
Der Wartberg 1820

Die Wartberggaststätte befindet sich auf dem Wartberg in Heilbronn in unmittelbarer Nachbarschaft zum Wartbergturm. Die Ursprünge der Gaststätte liegen um 1760 im Wein- und Bierausschank des damaligen Türmers. Die Stadt Heilbronn ließ 1792 eine erste feste Gaststätte auf dem Berg errichten. Das heutige Gebäude wurde 1846 im Stil des Klassizismus erbaut und erhielt durch einen Umbau 1982/83 seine heutige Gestalt.

## Geschichte
Im Jahr 1759 wurde Philipp Jakob Nast (1726–1805) Türmer des seit dem 12. Jahrhundert bestehenden Wartbergturms. Nast war Sohn des baden-durlachschen Mundkochs Johann Ludwig Nast, dessen Witwe 1735 den Heilbronner Metzger und Gastwirt Jakob Alexander Sartorius († 1752) geheiratet hatte. Philipp Jakob Nast hatte 1750 Sartorius’ Gastherberge Lamm in Heilbronn übernommen, diese jedoch 1758 verkauft und sich danach um die freigewordene Türmerstelle beworben, die ihm am 30. Juni 1759 zugesprochen wurde. Neben seiner eigentlichen Tätigkeit als Türmer zählte zu seinen Aufgaben auch die Aufsicht über den Riedwald. Bald nach Beginn seiner Tätigkeit begann Nast damit, Wein und Bier an Besucher auszuschenken. Etwa zur selben Zeit begann auch der Stadtjäger Simon Hager auf dem nahen Jägerhaus einen Ausschank, da Nast und Hager in jener Sache 1761 vor den Rat der Stadt Heilbronn geladen wurden, um den steuerlichen Aspekt zu klären.
Nast errichtete auf dem Wartberg aus eigenen Mitteln eine Hütte, in der er seinen Ausschank betrieb und wo Tanzveranstaltungen stattfanden. Die Hütte wurde bei einem Unwetter 1778 stark beschädigt und unter Übernahme der Hälfte der Reparaturkosten durch die Stadt Heilbronn wieder instand gesetzt. In den 1780er Jahren wurde die Hütte zumeist von Nasts Frau bewirtschaftet, während Nast selbst längere Zeit mit abgerichteten Tieren auf Reisen war. 1786 erwog der Rat kurzzeitig die Einrichtung eines Salons auf dem Wartberg, verwarf die Pläne jedoch wieder. Ab 1787 war Philipp Jakob Nast wieder auf dem Wartberg und hatte dort neben dem Ausschank auch seine abgerichteten Tiere. Ein Ratsprotokoll von 1787 nennt einen Hirsch und ein Pferd, Justinus Kerner nennt in seinen Jugenderinnerungen für das Jahr 1797 ein amerikanisches Nilpferd.
Nachdem Nasts Hütte durch ein neuerliches Unwetter völlig zerstört worden war, stimmte der Rat im September 1791 einem von zwei vorgelegten Bauplänen zum Bau einer festen Gaststätte mit Tanzsaal zu, die 1792 errichtet wurde. Philipp Jakob Nast überließ man zunächst unentgeltlich die Bewirtschaftung, später musste er die anfallenden Reparaturen tragen. 1796 ist sein Sohn August Dietrich Nast Speisewirt auf dem Wartberg. Dessen Neffe Karl Nast wird 1843 als Pächter des Wartbergs genannt.
Das alte Gaststättengebäude brannte 1844 ab. Das heutige Gebäude wurde 1846 im Stil des Klassizismus neu gebaut. Die Gaststätte wurde 1945 beim Kampf um Heilbronn schwer beschädigt und später repariert. 1982/83 wurde das Gebäude umfassend renoviert, wobei im Südwesten des Gebäudes ein terrassenartig gestaffelter großer Gastraum und im Norden ein eingeschossiger Wirtschaftsbau ergänzt wurden. Von Mai bis Juli 2004 erfolgte eine erneute Sanierung.
Die klassizistische Fassade mit Rundbogenfenstern und Arkaden hat sich bis heute erhalten, wenngleich die zahlreichen Um- und Anbauten, die das Gebäude und umliegende Freiflächen erfahren haben, auch viele Spuren neuerer Stile hinterlassen haben.